# Сабельское
Сабельское — деревня в Александровском районе Владимирской области России, входит в состав Краснопламенского сельского поселения.

## География
Деревня расположена на берегу реки Кубрь в 5 км на север от центра поселения посёлка Красное Пламя и в 31 км на северо-запад от города Александрова. 

## История
В конце XIX — начале XX века деревня входила в состав Вишняковской волости Переславского уезда, с 1926 года в составе Тирибровской волости Александровского уезда. В 1859 году в деревне числилось 5 дворов, в 1905 году — 8 дворов, в 1926 году — 12 дворов.
С 1929 года деревня входила в состав Измайловского сельсовета Александровского района, с 1941 года — в составе Дуденевского сельсовета Струнинского района, с 1965 года — в составе Александровского района, с 1971 года — в составе Обашевского сельсовета, с 2005 года — в составе Краснопламенского сельского поселения.

## Население
| 1859 | 1905 | 1926 | 2002 | 2010 | 2021 |
| ---- | ---- | ---- | ---- | ---- | ---- |
| 25   | ↗58  | ↗60  | ↘1   | ↘0   | ↗24  |